# Mức đối lưu tự do

Biểu đồ chỉ ra đường di chuyển của một khối không khí ẩm đối lưu khi được nâng dọc B-C-E so với nhiệt độ (T) và độ ẩm (Tw) của không khí xung quanh; xem thế năng khả dụng đối lưu (CAPE).

Mức đối lưu tự do (LFC) là cao độ trong khí quyển nơi nhiệt độ của môi trường giảm nhanh hơn tỷ lệ giảm đoạn nhiệt ẩm của một khối không khí bão hòa cùng độ cao.
Cách thông thường để tìm LFC là nâng một khối không khí từ độ cao nhỏ hơn dọc đường tỷ lệ giảm đoạn nhiệt khô cho đến khi nó giao cắt với đường tỷ lệ hỗn hợp của khối không khí: đây là mức ngưng tụ do sức nâng (LCL). Từ đó trở đi, khối không khí này tuân theo đường tỷ lệ giảm đoạn nhiệt ẩm cho đến khi nhiệt độ của nó đạt đến nhiệt độ của không khí xung quanh, ở mức cân bằng (EL). Nếu nhiệt độ của khối không khí này dọc theo đường đoạn nhiệt ẩm là cao hơn nhiệt độ của môi trường khi tiếp tục dâng lên, người ta đã tìm thấy LFC.
Do thể tích của khối không khí này lớn hơn của không khí xung quanh sau LFC theo định luật khí lý tưởng (PV = nRT), nên nó nhẹ hơn và dâng lên bằng sức nổi cho đến khi nhiệt độ của nó (tại E) bằng với nhiệt độ của không khí xung quanh. Nếu không khí xung quanh có một hoặc nhiều LFC, nó có khả năng không ổn định và có thể dẫn đến các đám mây đối lưu như mây tích và mây giông.